# Ounasjoki
Ounasjoki je řeka na severozápadě Finska (provincie Laponsko). Je to pravý přítok Kemijoki. Je 340 km dlouhá.

## Průběh toku
Horní tok vede okrajem vysočiny Ounasselkä. Střední a dolní tok protéká lesnatou bažinatou rovinou.

## Vodní stav
Průtok dosahuje maxima v létě. Zamrzá od října do května.

## Využití
Po řece se plaví dřevo. Nedaleko ústí leží město Rovaniemi.